# Кулу, Сиянда
Сия́нда Ксу́лу (англ. Siyanda Xulu; род. 30 декабря 1991, Дурбан, Наталь) — южноафриканский футболист, защитник клуба «Суперспорт Юнайтед» и сборной ЮАР.

## Карьера

### Клубная
Начинал карьеру на родине, в ЮАР. На молодёжном уровне выступал за «Роял Коастал», «Кайзер Чифс» и «Мамелоди Сандаунз». С 2009 года игрок основной команды «Мамелоди Сандаунз». В сентябре 2012 года перешёл в футбольный клуб «Ростов». 26 сентября 2012 года дебютировал за «Ростов» в матче 1/16 финала кубка России против «Астрахани». В «Ростове» закрепиться в основном составе ему не удалось. Виной тому была конкуренция, а также результативные ошибки самого футболиста.
23 июня 2015 года Ксулу перешёл в «Кайзер Чифс». Футболист подписал с клубом из ЮАР контракт на пять лет.
В августе 2020 года подписал контракт с израильским клубом «Хапоэль» из Тель-Авива.

### В сборной
Дебютировал в составе сборной ЮАР 15 июня 2012 года, в матче против Габона (3:0), в котором вышел на замену на 80 минуте.

## Достижения
Ростов
- Обладатель Кубка России: 2013/14